# Деформації земної поверхні
Деформації земної поверхні
Деформації вертикальні - деформації земної поверхні або масиву гірських порід у вертикальній площині, які виникають внаслідок нерівномірності осідання при підробці.
Горизонтальні деформації – відношення різниці інтервалу у горизонтальній площині мульди зрушення до йо-го початкової довжини.
Горизонтальні деформації розтягу або стиску - відношення різниці довжин інтервалу в горизонтальній площині мульди зрушення до його початкової довжини. У будь-якій точці мульди зрушення розрізнюють стиснення (розтягання): у напрямку простягання ех, у напрямку навхрест простягання еу й у заданому напрямку eλ.
Деформації граничні – такі деформації земної поверхні під впливом гірничих робіт, перевищення яких може викликати аварійний стан підроблювальних споруд та спричинення загрози, небезпеки для життя людей.
Деформації допустимі – деформації земної поверхні, які здатні викликати деякі пошкодження у спорудах, при яких для подальшої їх експлуатації за прямим призначенням достатньо проведення тільки поточних та налагоджувальних робіт.
Деформації імовірнісні – величини зрушень і деформацій земної поверхні, що визначаються умовно, коли календарні плани розвитку гірничих робіт відсутні.
Деформації критичні – деформації земної поверхні, які приймаються для визначення зони шкідливого впливу гірничих робіт на земну поверхню. За критичні деформації приймаються: нахили 4х10−3, кривизна 0,2х10−3, 1/м, розтягання 2х10−3 (при середньому інтервалі їхнього визначення, який дорівнює 15—20 м).
Деформації очікувані – розраховані деформації земної поверхні під впливом гірничих робіт з урахуванням календарних планів розвитку гірничих робіт.
Деформації розрахункові – деформації, які отримують шляхом множення очікуваних чи імовірнісних деформацій на коефіцієнти перевантаження (див. коефіцієнт перевантаження).
Деформації сконцентровані (зосереджені) – деформації земної поверхні (горизонтальні й вертика-льні), на невеликих (до 0,5 м) інтервалах мульди зрушення, які різко перевищують деформації на суміжних інтервалах. На ділянках зосередження таких деформацій часто виникають тріщини та уступи земної поверхні.